# Accidente (filosofia)
Accidente (greco συμβεβηκός: symbebekòs, lat.:accidens = "che accade" nel tempo) è un termine filosofico, coniato da Aristotele nei Topici (I, 5, 102), che sta ad indicare ciò che appartiene a un ente in modo non sostanziale. L'accidente quindi è qualcosa di "aggiunto" alla cosa, ovvero non facente parte dell'essenza di quella cosa. 
In quanto opposto a sostanza, ed anche a essenza, si contrappone dialetticamente come un fatto del divenire e non inerente all'essere. Il termine ha subito una evoluzione semantica nel corso della storia della filosofia.

## Metafisica aristotelica
Aristotele fece una distinzione tra le "proprietà essenziali" e le "proprietà accidentali" di un ente. Una proprietà accidentale non ha una connessione necessaria con l'essenza dell'ente a cui si riferisce.
Ad esempio, è una "proprietà essenziale" ai celibi il fatto di non essere sposati, ma è una "proprietà accidentale" ad alcuni celibi il fatto di avere i capelli castani. Questo perché è logicamente impossibile trovare un celibe sposato e quindi la proprietà di non essere sposati è parte necessaria, ovvero essenziale, all'ente "celibe". D'altronde, il fatto di avere i capelli castani è una proprietà contingente di alcuni scapoli, in quanto alcuni di essi hanno i capelli castani, ma altri no. Anche se per qualche ragione tutti gli uomini non sposati con i capelli non castani scomparissero e ogni singolo scapolo risultasse avere i capelli castani, la proprietà di avere i capelli castani resterebbe accidentale, dato che rimane sempre la possibilità che un celibe abbia i capelli di un altro colore.
Nello specifico Aristotele fa una distinzione tra due significati diversi di accidente: in un senso accidenti sono tutti quegli attributi che appartengono alla sostanza e che ad essa si riferiscono, non, però, sempre e neppure per lo più, ma soltanto per causa fortuita; in un altro senso si dice accidente quell'attributo che è per sé e non rientra nella sostanza di un qualcosa. Dato che ogni scienza riguarda ciò che è sempre o per lo più, Aristotele afferma che dell'essere come accidente non ci può essere nessuna scienza. Infatti, se la scienza non si occupasse di ciò che è sempre o perlopiù, l'oggetto di ogni scienza non sarebbe alcunché di determinato.

## Scolastica
Nella terminologia scolastica, un predicato appartiene per se o per accidens ad una sostanza.
San Tommaso d'Aquino si servì dei concetti aristotelici di sostanza e accidente nell'articolare la dottrina teologica relativa all'Eucaristia, in particolare per il concetto di transustanziazione. In breve, gli accidenti (apparenze) del pane e del vino (specie eucaristiche) non cambiano con la consacrazione, ma le loro sostanze mutano da pane a Corpo di Cristo e da vino a Sangue di Cristo.

## Filosofia moderna
Nella filosofia moderna, un accidente (o proprietà accidentale) è l'unione di due concetti: la proprietà e la contingenza.
Con riferimento al primo concetto, una proprietà accidentale è innanzitutto una proprietà. Il colore "giallo", "alto valore", "Numero atomico 79" sono tutte proprietà attribuibili ad un oggetto, e sono perciò candidate ad essere accidentali. D'altra parte, "oro", "platino", e "elettro" non sono proprietà, e perciò non sono classificati come accidenti.
Con riferimento al secondo concetto, una proprietà accidentale è uno specifico sottinsieme delle proprietà. Si pensa che alcuni membri dell'insieme delle proprietà siano essenziali (o necessari) per l'oggetto e non sono categorizzati come accidentali, ad esempio "Numero atomico 79", mentre altre proprietà sono inessenziali (o contingenti) per l'oggetto e vengono categorizzate come accidentali, ad esempio "giallo" e "alto valore".
Questo utilizzo filosofico è definito più tecnicamente nella logica modale, e a causa della crescente concentrazione sul rigore linguistico dell'ultimo secolo è stato nettamente separato da molti altri significati della parola "accidente".
In aggiunta, ci sono due opposte posizioni filosofiche che influiscono sul significato di questo termine:
L'anti-essenzialismo (associato a Willard Van Orman Quine), sostiene che non esistano proprietà essenziali, e perciò ogni proprietà sia un accidente.
Il necessitarismo modale (associato a Saul Kripke), sostiene la veridicità del sistema modale "Triv" (se P è vera, allora P dev'essere vera). La conseguenza di questa teoria è che tutte le proprietà sono essenziali (e nessuna proprietà sarebbe un accidente).